# Sphaenolobium tianschanicum
Sphaenolobium tianschanicum är en flockblommig växtart som först beskrevs av Jevgenij Korovin, och fick sitt nu gällande namn av Pimenov. Sphaenolobium tianschanicum ingår i släktet Sphaenolobium och familjen flockblommiga växter. Inga underarter finns listade i Catalogue of Life.